# Operazione Riace
L'operazione Riace fu una delle operazioni della polizia italiana contro la 'Ndrangheta, condotta dall'esercito italiano tra il 1994 ed il 1995.

## Storia
In seguito ai buoni risultati avuti in Sicilia con l'operazione Vespri siciliani, venne inviato l'esercito anche in Calabria. L'operazione Riace iniziò il 2 febbraio 1994 e terminò il 15 febbraio 1995; furono impiegati complessivamente "1 350 uomini al giorno, inquadrati in due reggimenti a loro volta articolati in cinque settori di gruppo tattico (unità a livello di battaglione rinforzato) per lo sviluppo delle attività di controllo".

## Statistiche
Durante quest'operazione furono effettuati:
- 2 147 posti di blocco e controlli stradali/auto
- 332 pattugliamenti
- 57 935 controlli di automezzi
- 75 461 identificazioni di persona
- 2 408 controlli di edifici
- 4 237 perquisizioni individuali
- 197 rastrellamenti extraurbani
- 178 cinturazioni
- 3 appostamenti per controllo personale sospetto

## Il dibattito
Vi è una discussione aperta sui risultati effettivamente conseguiti attraverso l'uso dell'esercito nel contrasto a fenomeni delinquenziali come quelli della 'ndrangheta in Calabria. La discussione, a volte anche accesa, è tra chi ritiene che la militarizzazione del territorio non porti benefici sostanziali alla lotta alla 'ndrangheta, fenomeno che invece necessita di più intelligence e di misure di prevenzione, e chi invece invoca una maggiore presenza di presidi militari sul territorio.